# آدلا برونز
آدلا برونز با نام قبلی آدلا سیکورووا (تلفظ چکی: [ˈadɛ:la ˈsi:korova:]؛ زادهٔ ۵ فوریهٔ ۱۹۸۷) تیرانداز اهل جمهوری چک است. او توانست در المپیک ۲۰۱۲ لندن مدال برنز رشتهٔ تفنگ سه وضعیت را به دست آورد.

## فعالیت حرفه‌ای
برونز از سال ۲۰۰۳ در مسابقات بین‌المللی شرکت کرده‌است. در همان سال در مسابقات قهرمانی اروپا در تفنگ سه وضعیت در ردهٔ جوانان چهارم شد. نخستین مدال جهانی برونز در سال ۲۰۰۸ به دست آمد. او توانست در جام جهانی مونیخ در تفنگ سه وضعیت به مدال برنز دست یابد. در همان سال در المپیک پکن نیز در همین رشته شرکت کرد و در رتبهٔ ۱۹ قرار گرفت. در سال ۲۰۱۱ دوباره در جام جهانی مونیخ مدال برنز را به دست آورد. در سال بعد، در المپیک ۲۰۱۲ لندن حضور یافت تا در تفنگ سه وضعیت و تفنگ ۱۰ متر رقابت کند. برونز در رشتهٔ تفنگ سه وضعیت به فینال راه یافت و توانست مدال برنز را بر گردن آویزد. در همان سال سهمیه فینال جام جهانی در بانکوک را نیز کسب کرد و توانست مدال طلای سه وضعیت را به دست آورد.
در سال ۲۰۱۳ برونز قهرمان جام جهانی مونیخ در تفنگ سه وضعیت شد و رکورد تازه‌ای برای فینال این رشته ثبت کرد. همچنین در سال ۲۰۱۵ مدال طلای مسابقات قهرمانی اروپا را در ماریبور به دست آورد. برونز در المپیک ۲۰۱۶ ریو نیز به فینال سه وضعیت رسید؛ ولی در رتبهٔ هفتم قرار گرفت.

## نتایج در المپیک
| رویداد               | ۲۰۰۸     | ۲۰۱۲            | ۲۰۱۶           |
| -------------------- | -------- | --------------- | -------------- |
| تفنگ سه وضعیت ۵۰ متر | ۱۹ام ۵۷۸ | برنز · ۵۸۴+۹۹٫۰ | هفتم ۵۸۲+۴۰۴٫۳ |
| تفنگ بادی ۱۰ متر     | —        | ۳۱ام ۳۹۲        | ۳۲ام ۴۱۱٫۸     |